# Gergely Márk
Gergely Márk (* 27. Oktober 1923 in Reghin Sat, Siebenbürgen, Rumänien; † 28. November 2012 in Budapest, Ungarn) war ein ungarischer Rosenzüchter, der in fünf Jahrzehnten mehrere Hundert neue Sorten züchtete, wobei er den Schwerpunkt neben schönen, wohlduftenden Blüten auf Winterhärte und Robustheit legte. 

## Leben und Wirken
Gergely Márk erlernte den Gärtnerberuf und studierte nach der Rückkehr aus der Kriegsgefangenschaft von 1946 bis 1950 an der Fakultät für Gartenbau der Agrarwissenschaftlichen Universität Gödöllő. Danach war er bis zu seiner Pensionierung 1981 wissenschaftlicher Mitarbeiter des Forschungsinstituts für Agrarwissenschaften in Budapest in der Abteilung Zierpflanzen. Von 1962 bis 1964 richtete er mit rund 40.000 Rosen aus 2.740 Rosensorten auf einem sechs Hektar großen Gelände ein Rosarium im Budapester Stadtteil Budatétény ein, eines der größten Rosensammlungen der damaligen Zeit, das nach der politischen Wende von 1989 auf zwei Hektar zusammenschrumpfte und nur noch dürftig betreut wird.
Márk ließ 125 seiner neu gezüchteten Sorten registrieren. Sein Vorbild war der Rosenzüchter Rudolf Geschwind. Wie dieser hatte er das Züchtungsziel, eine gute Frosthärte zu erzielen. Fast alle seine Rosensorten sind nach ungarischen oder rumänischen Orten sowie nach geschichtlichen Ereignissen oder nach berühmten Persönlichkeiten aus beiden Ländern benannt.
Im Wesentlichen umfassen seine Züchtungen Teehybriden, Floribundarosen und Polyantha-Rosen, also moderne Beet- und Strauchrosen, wobei er den Schwerpunkt auf Winterhärte und Robustheit sowie schöne Blüten mit möglichst viel Duft legte. Einige schöne Kletterrosen finden sich ebenfalls im Sortiment. Auch seine Zwerg- und Minirosen sind sehenswert und  für Balkon und Terrasse gut geeignet.
Seine bedeutendste Sorte ist die Heilige Elisabeth Rose, die mit einer Goldmedaille in Rom ausgezeichnet wurde. Sie wurde in den 1980er Jahren von Gergely Mark der Heiligen Elisabeth, einer ungarischen Königstochter, spätere Landgräfin von Thüringen, gewidmet. Ihr eigentlicher Name lautet „Dem Andenken der Heiligen Elisabeth aus dem Haus Árpád gewidmet“ (Árpád-házi Szent Erzsébet emléke). Im Rahmen der Planungen für das Geburtstagsjubiläum 2010 der Herzogin Elisabeth zu Braunschweig-Lüneburg entstand die Idee, ihr eine Rose zum 500. Geburtstag zu widmen. Die Wahl fiel auf Gergelys Rose Heilige Elisabeth.
Weitere Rosensorten aus der Züchtung Márks sind: Abrud, Adolf Kolping emléke, Bolyaiak, Bratislava, Csinszka, Csobanc, Déryné, Egressy Béni emleke, Ernye, Fay Aladar emleke, Feszty Árpád emleke, Ghandi, Gül Baba, Indira, Kaffka Margit, Korpona, Kukk, Lakmé, Magyarkanizsa, Máramaros, Marosvecs, Mohács, Nagyhagymás, Noémi, Ond, Papa, Pest, Rákóczi Ferenc emléke, Régen, Rozalia, Rudolf Geschwind emléke, Ruttkai Éva emléke, Sacra Corona, Szent Gellért emléke, Szent Imre, Szindbád, Tatra, Tokaj, Törökbálint, Tuender Ilona, Tusnàd, Zólyom Park, Zrinyi Ilona emleke.
Gergely Márk brachte insgesamt vier Bücher heraus. "Die Rose" erschien 1959 und wurde auch ins Deutsche übersetzt. Darin beschreibt er aber keine seiner eigenen Rosen. Das letzte "Magyar rózsák könyve" (Buch der ungarischen Rosen, Mezo gazda Kiadó Verlag Ungarn, 112 S. ISBN 9632861566) erschien 2004.

## Auszeichnungen und Ehrungen
Einige seiner Rosensorten wurden auf internationalen Gartenbauausstellungen ausgezeichnet:
- Die Sorte Budatétény erhielt 1963 die Goldmedaille auf der Internationalen Gartenschau (IGA) in Hamburg.
- Die Sorte Heilige Elisabeth (Árpád-házi Szent Erzsébet emléke) erhielt 2000 die Goldmedaille in Rom.

Gergely selbst wurde auch mehrfach geehrt: 
- 1999 bekam er das Verdienstkreuz der Republik Ungarn (Magyar Köztársasági Arany érdemkereszt).
- 2006 widmete ihm die ungarische Post eine Briefmarke.

Der Film über Gergely "Der Rosenmann" (A Rózsaember), der am 27. Oktober 2012 zu seinem 89. Geburtstag Premiere hatte, wurde mit einer Goldmedaille ausgezeichnet.